# 쇼세키촌
쇼세키촌(生石村)은 에히메현 온센군에 설치되었던 촌이다. 현재의 마쓰야마시에 해당한다.